# Eishockey in Schierke
Eishockey wurde in Schierke, einem Stadtteil von Wernigerode im Harz, erstmals am 5. Februar 1911 gespielt, als der neu gebaute Eissportplatz an der Kalten Bode mit einem Spiel zweier Berliner Mannschaften eingeweiht wurde. Schierke ist einer der traditionsreichsten Standorte des Eishockeys im Harz. In den 1950ern und 1960ern spielte die SG Dynamo Schierke in der DDR-Gruppenliga, in den 1990ern der ESV Schierke in der Niedersachsenliga und der Verbandsliga Nord.

## Geschichte

### Anfänge
Der Bau des Eisplatz ging auf Kurhaus-Direktor Otto Hartmann zurück. Im November 1910 wurde der Schierker ESC (Eishockey- und Skeleton-Club) gegründet. 1913 sollte im Rahmen der Wintersportwoche in Schierke die Deutsche Eishockey-Meisterschaft ausgetragen werden. Witterungsbedingt konnte dann aber nur ein Spiel stattfinden, das als Norddeutsche Vorausscheidung zählte.

### Zwischen den Weltkriegen
Ab 1920 wurde in Schierke wieder Eishockey gespielt, aber erst 1928 eine eigene Schierker Eishockey-Mannschaft gebildet. Diese nahm jedoch vorerst nicht am Spielbetrieb teil. Die Deutsche Eishockey-Meisterschaft 1934 fand im Rahmen der 4. Winterkampfspiele in Schierke statt. Der SV Schierke unterlag im Achtelfinale dem Vizemeister SC Riessersee mit 0:21.

### In der DDR
Nach dem Zweiten Weltkrieg wurde die Sportgemeinschaft Schierke gegründet. Diese wurde Anfang 1949 und erneut 1950 Landesmeister Sachsen-Anhalts.
Bei der Ostzonen-Meisterschaft 1949 wurde die SG Vierter und Letzter. 1950 fand in Schierke die 1. DDR-Wintersportmeisterschaft statt, bei der auch der erste DDR-Meister ausgespielt wurde. Die SG Schierke landete erneut auf dem letzten Platz.
Der Verein wurde in BSG Einheit Schierke umbenannt und nahm 1952/53 erstmals an der zweitklassigen Liga teil. 1955 erfolgte eine erneute Umbenennung in SG Dynamo Schierke. Nach einer Ligenreform startete man im selben Jahr in der drittklassigen 2. Liga. Aufgrund einer Reduzierung der Mannschaften stieg man 1960 in die Bezirksliga Magdeburg ab, konnte aber direkt wieder aufsteigen. Die inzwischen in Gruppenliga umbenannte Liga wurde 1965 zur zweithöchsten Spielklasse.
Nach dem sogenannten Leistungssportbeschluss 1969 wurde die Gruppenliga aufgelöst und die Förderung des Eishockeysports in der DDR eingestellt. Schierke konnte 1971 noch den Bezirksmeistertitel erringen, später wurden nur noch Freundschaftsspiele ausgetragen. Ab 1984 wurde wieder eine Schülermannschaft aufgebaut.

### Nach 1990
| Saison    | Liga                        | Ebene | Platzierung (Staffelgröße) | Spiele | Tore   | Punkte |
| --------- | --------------------------- | ----- | -------------------------- | ------ | ------ | ------ |
| 1990/91   | Landesliga Niedersachsen    | 6     | 8 (8)                      | 14     | 34:178 | 2:26   |
| 1991/92   | Landesliga Niedersachsen    | 7     | 1 (6)                      | 10     | 85:48  | 16:4   |
| 1992/93   | Landesliga Niedersachsen    | 7     | 2 (6)                      | 10     | 110:64 | 16:4   |
| 1993/94   | Niedersachsenliga, Vorrunde | 6     | 3 (4)                      | 3      | 12:15  | 2:4    |
|           | Niedersachsenliga, Play-Off | 6     | 3 (4)                      | 4      | 34:15  | 4:4    |
| 1994/95   | Niedersachsenliga           | ?     | ? (?)                      |        |        |        |
| 1995/96   | Verbandsliga                | ?     | ? (?)                      |        |        |        |
| 1996/97   | Verbandsliga                | ?     | ? (?)                      |        |        |        |
| 1997/98   | Verbandsliga Nord Ost       | ?     | ? (?)                      |        |        |        |
| 1998/99   | Niedersachsenliga           | ?     | ? (?)                      |        |        |        |
| 1999/2000 | Niedersachsenliga           | ?     | ? (?)                      |        |        |        |

Nach der Wende wurde der Verein in Eishockeysportverein Schierke umbenannt. Der ESV nahm ab 1990 am Spielbetrieb des Niedersächsische Landeseissportverbandes mit. Die Spiele fanden allerdings im benachbarten Braunlage statt, da das Natureisstadion nicht mehr für Ligaspiele geeignet war. Man stieg in die Landesliga Niedersachsen ein, wurde 1992 und 1993 Meister und stieg 1993 in die Niedersachsenliga, 1994 sogar in die Verbandsliga auf. 2001 musste man aus finanziellen Gründen den Spielbetrieb einstellen. Ein Grund dafür war die Insolvenz des Zweitligisten Braunlager EHC/Harz, mit dem der ESV Schierke kooperierte und von dem er Spieler ausleihen konnte.
In der Folge wurden nur noch vereinzelte Freundschaftsspiele ausgetragen. Seit Mitte Dezember 2017 steht an der Stelle des  denkmalgeschützten Natureisstadion die für rund 9 Millionen Euro errichtete überdachte Schierker Feuerstein Arena auch für Eishockey zur Verfügung.

## Bekannte Spieler aus Schierke
- Jens Baxmann